# Phaeochrous madrassicus
Phaeochrous madrassicus är en skalbaggsart som beskrevs av Kuijten 1978. Phaeochrous madrassicus ingår i släktet Phaeochrous och familjen Hybosoridae. Inga underarter finns listade i Catalogue of Life.